# Maestro di Saint Giles
Con il nome convenzionale di Maestro di Saint Giles (in francese: Maître de Saint-Gilles) si definisce un anonimo pittore franco-fiammingo attivo a Parigi alla fine del XV secolo.

## Biografia

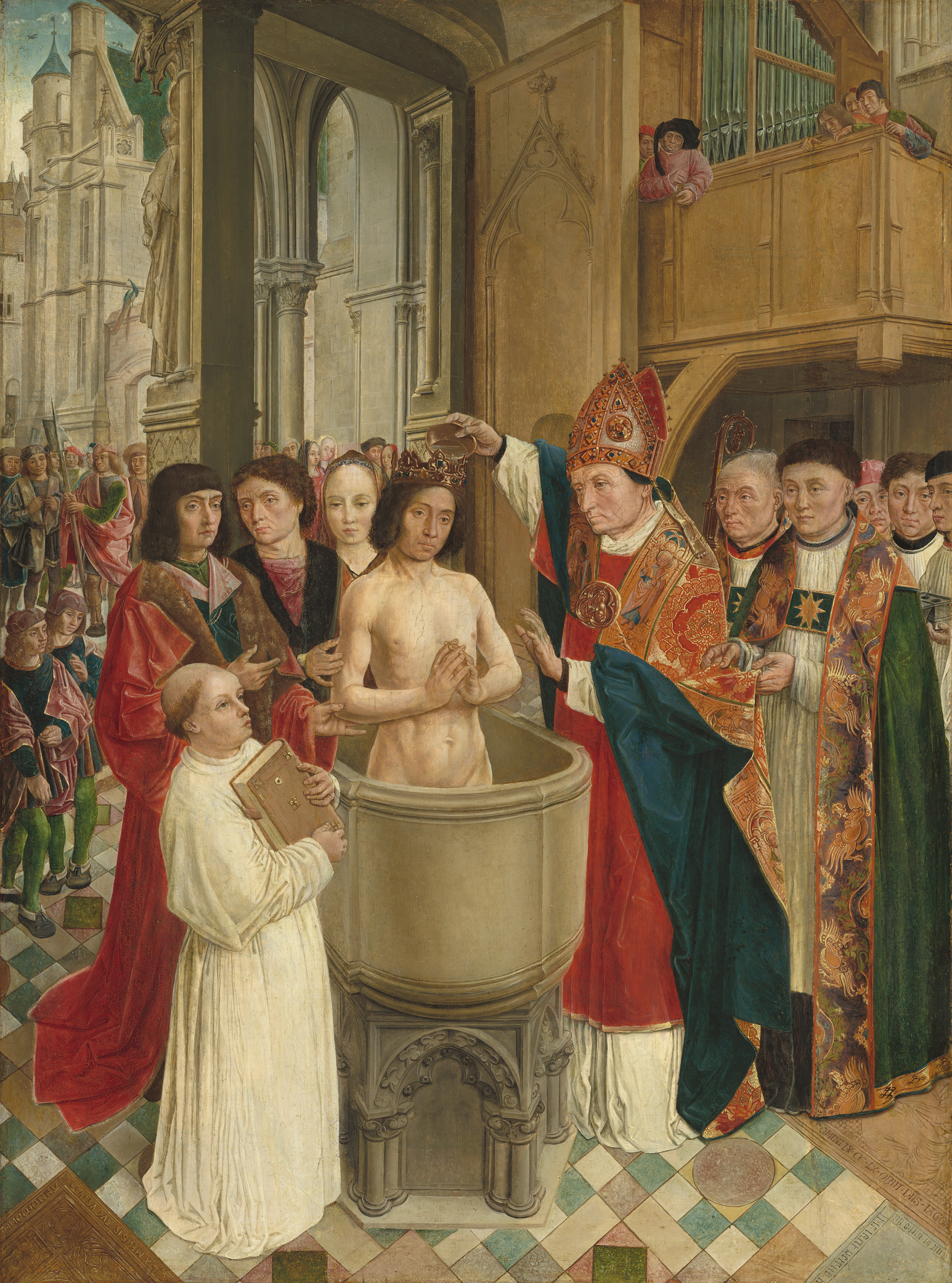
Battesimo di Clodoveo, National Gallery of Art, Washington

Questo anonimo pittore si formò senza dubbio nelle Fiandre presso Hugo van der Goes, ma dovette ben presto stabilirsi a Parigi, perché numerose sue composizioni sono inquadrate entro vedute molto dettagliate di monumenti di Parigi e dintorni; inoltre anche le sue impaginazioni ariose e tranquille e i volti regolari dei personaggi rimandano a modelli francesi.
Il pittore deriva il suo nome da due tavole, entrambe ora conservate alla National Gallery di Londra, che raffigurano la Messa di Sant'Egidio e Sant'Egidio e la cerva. Altri due dipinti dovevano far parte dello stesso programma iconografico, anzi probabilmente dello stesso complesso: San Lio guarisce i bambini e San Dionigi battezza Lisbius, entrambe conservate alla National Gallery of Art di Washington. Le quattro tavole erano destinate con ogni probabilità alla chiesa di Saint Leu e Saint Giles di Parigi e furono realizzate attorno al 1500.

## Opere attribuite
Al maestro è stata attribuita una dozzina di opere: 

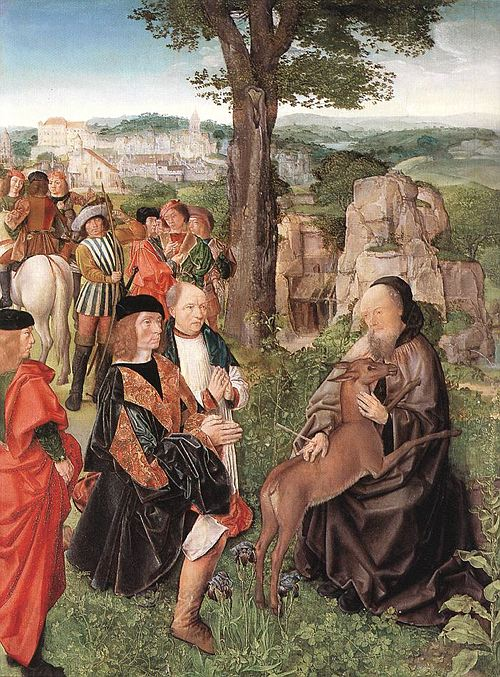
Sant'Egidio e la cerva, National Gallery, Londra

- Quattro parti di una pala relativa alla vita di san Egidio e di san Lio, realizzato verso il 1500:
- Il battesimo di Clodoveo, 61,5 × 45,5 cm, National Gallery of Art, Washington
- San Lio guarisce i bambini, 61,5 × 47, National Gallery of Art, Washington
- Sant'Egidio e la cerva, 61,6 × 46.4 cm, National Gallery, Londra
- Messa di Sant'Egidio, 61,6 × 45,7, National Gallery, Londra
- San Girolamo nel deserto, 61 × 51 cm, Gemäldegalerie, Berlino, verso il 1500
- Ritratto di uomo con la moglie, 17 × 12 cm, musée Condé, Castello di Chantilly, entre 1490 et 1520[1]
- Vergine con il Bambino, 20,8 × 14.6 cm, Musée des beaux-arts de Dole, verso il 1500[2]
- Vergine con il Bambino, 20,8 × 14.6 cm, musée du Louvre, verso il 1500[3]
- Arresto di Cristo, Museo reale delle belle arti del Belgio, Bruxelles